# فوزتا
فوزتا (به پرتغالی: Fuseta) یک منطقهٔ مسکونی در پرتغال است که در Moncarapacho e Fuseta واقع شده‌است. فوزتا ٫۳۶ کیلومتر مربع مساحت و ۲٬۱۴۶ نفر جمعیت دارد.